# Miguel de Castela e Leão
A primeira referência que se conhece a este hipotético Infante Dom Miguel de Castela e Leão, como filho do segundo casamento do rei João I de Castela com a Infanta Beatriz de Portugal, herdeira do trono de Portugal nos termos do Tratado de Salvaterra, é feita por Pedro Salazar de Mendoza em 1618, que nos diz: «e nasceu deste matrimónio o Infante dom Miguel, que morreu menino».
Rodrigo Mendez Silva, em 1656, já refere mais qualquer coisa, isto é, o ano da sua pretensa morte: «morreu de pouca idade no ano de 1385». Mais tarde, em 1735, António Caetano de Sousa escreveu que à data da sua hipotética morte contaria poucos anos de vida. Por fim, em 1963, atento às datas e vendo que o casamento de Juan I e Beatriz se dera em Maio de 1383, Salvador Dias Arnaut suprimiu o contributo dos «poucos de vida», proposto por António Caetano, e retrocedeu ao que Mendez Silva afirmara: este Infante teria morrido em 1385.
Nunca foi apresentada por estes autores que afirmaram a existência de tal infante uma qualquer fonte primária que a comprovasse: documento de arquivos, livro de Igreja ou até Crónicas. Desde Pedro López de Ayala e Fernão Lopes até Duarte Nunes de Leão, e mesmo aos primeiros compêndios históricos como os de Esteban Garibay y Zamalloa e Juan de Mariana, não há o mínimo rasto desta personagem. Aliás, a única fonte primária que podemos utilizar em tal questão, a Crónica de Henrique III, de López de Ayala, diz-nos que ele  jamais existiu.
Nos nossos dias, Olivera Serrano, na sua monografia «Beatriz de Portugal, a pugna dinástica Avis-Trastâmara», afirma igualmente que o Infante Miguel nunca teria existido, e que seria o produto de uma confusão de genealogistas dos séculos XVII e XVIII com Miguel da Paz.
Também nas mais recentes Histórias Gerais de Portugal, seja a de Saraiva, a de Mattoso ou a de Borges Coelho (editados dois volumes), tal Infante não existe. Ele apenas teve e tem existência nas páginas já quase esquecidas daqueles passados autores e em actuais publicações ou sites gerais de Genealogia na Internet.
No entanto, constata-se uma assinalável diferença entre as lacónicas afirmações dos autores de antanho e as que actualmente são produzidas. Aqueles autores meramente se limitaram a afirmar que Miguel nasceu, sem indicação do respectivo ano, e que faleceu com pouca idade em 1385. Mas já, por exemplo, uma publicação alemã nossa contemporânea, considerando indubitável a sua existência, além de lhe atribuir um ano de nascimento, dá-lhe ademais os qualificativos de Infante Herdeiro de Portugal e Infante de Castela, e, na Internet, de novo a mero título de exemplo, a referida página «Euweb/Ivrea/Castile Kings Genealogy» faz praticamente as mesmas afirmações.
É claro que se ele tivesse nascido no ano de 1384, e fosse reconhecido por João I de Castela como o herdeiro da Coroa Portuguesa, mesmo seguindo a corrente historiográfica que defende ter sido a sua mãe, D. Beatriz, rainha titular de Portugal de 22 de Outubro a meados de Dezembro de 1383, data em que haveria sido deposta, facilmente se podia especular que, pelos termos do Tratado de Salvaterra, ele seria príncipe herdeiro da Coroa Portuguesa e, passada a idade dos 14 anos, Rei de Portugal. O seu nascimento teria provocado, à época, um verdadeiro terramoto político na luta que então se travava entre Castela e Portugal. Todavia, a primeira adversidade que encontram estas teorias, que virariam de pernas para o ar a História de Portugal e a História de Castela dos finais do século XIV, é que nunca foi provada a existência de tal Infante Miguel.